# Tschulakiwka
Tschulakiwka (ukrainisch Чулаківка; russisch Чулаковка Tschulakowka) ist ein Dorf im Südwesten der ukrainischen Oblast Cherson mit etwa 3000 Einwohnern (2001).

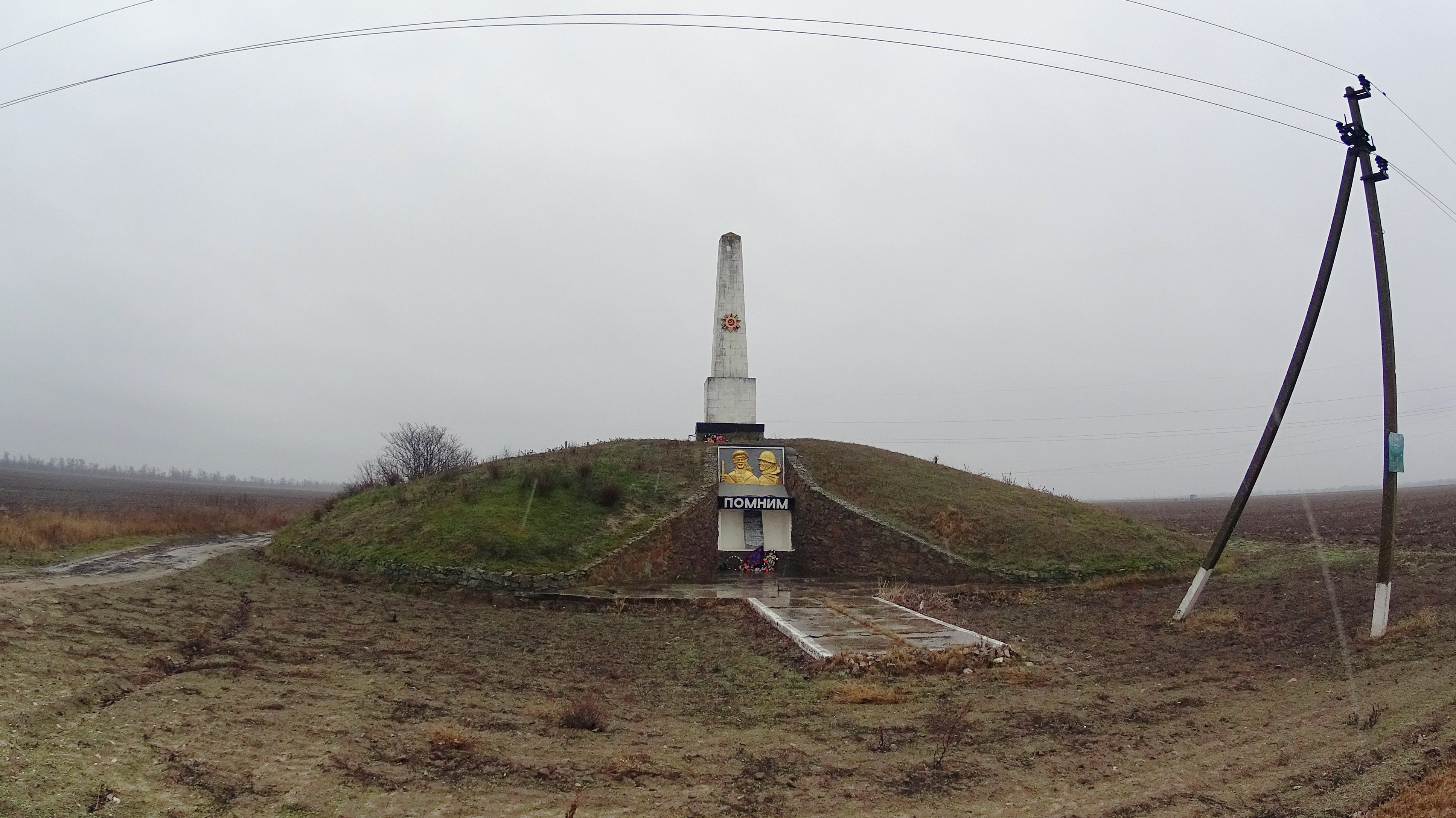
Denkmal für die Verteidiger des Vaterlandes 2,5 km östlich von Tschulakiwka

Das erstmals 1801 schriftlich erwähnte Dorf liegt auf 12 m Höhe an der Territorialstraße T–22–16 zwischen dem ehemaligen Rajonzentrum Hola Prystan 27 km im Nordosten und Bechtery 14 km im Süden. Das Oblastzentrum Cherson befindet sich etwa 65 km nordöstlich der Ortschaft.

## Verwaltungsgliederung
Am 27. März 2017 wurde das Dorf zum Zentrum der neugegründeten Landgemeinde Tschulakiwka (ukrainisch Чулаківська сільська громада/Tschulakiwska silska hromada), zu dieser zählten auch noch die 2 Dörfer Rybaltsche und Sabaryne sowie die Ansiedlung Wynohradne, bis dahin bildete es die gleichnamige Landratsgemeinde Tschulakiwka (Чулаківська сільська рада/Tschulakiwska silska rada) im Zentrum des Rajons Hola Prystan.
Am 12. Juni 2020 kamen noch 7 weitere in der untenstehenden Tabelle aufgelistete Dörfer sowie die Ansiedlungen Sadowe und Wilna Druschyna zum Gemeindegebiet.
Seit dem 17. Juli 2020 ist sie ein Teil des Rajons Skadowsk.
Folgende Orte sind neben dem Hauptort Tschulakiwka Teil der Gemeinde:
| Name                     | Name           | Name                                |
| ukrainisch transkribiert | ukrainisch     | russisch                            |
| ------------------------ | -------------- | ----------------------------------- |
| Bratske                  | Братське       | Братское (Bratskoje)                |
| Herojske                 | Геройське      | Геройское (Geroiskoje)              |
| Iwaniwka                 | Іванівка       | Ивановка (Iwanowka)                 |
| Oleksandriwka            | Олександрівка  | Александровка (Alexandrowka)        |
| Otschakiwske             | Очаківське     | Очаковское (Otschakowskoje)         |
| Pamjatne                 | Пам'ятне       | Памятное (Pamjatnoje)               |
| Rybaltsche               | Рибальче       | Рыбальче                            |
| Sabaryne                 | Забарине       | Забарино (Sabarino)                 |
| Sadowe                   | Садове         | Садовое (Sadowoje)                  |
| Wilna Druschyna          | Вільна Дружина | Вольная Дружина (Wolnaja Druschina) |
| Wilna Ukrajina           | Вільна Україна | Вольная Украина (Wolnaja Ukraina)   |
| Wynohradne               | Виноградне     | Виноградное (Winogradnoje)          |